# David Persson
David Persson, född 27 mars 1984 i Axvall i Västra Götalands län, är en svensk travtränare. Han innehar licens vid Axevalla travbana och tränar sina hästar vid Bjertorp travcamp utanför Kvänum.

## Karriär
Persson arbetade tidigare deltid på en verkstad i Götene. 2016 tog han sin första tränarseger på V75 med Digger Elias och under 2020 fick han stora framgångar tillsammans med Vagabond Bi och Ulf Ohlsson. David har numera A-tränarlicens.
Under 2022 års travgala på Axevallas travgala 2022 tog Persson hem åtta av sjutton priser, bland annat Årets tränare och Årets häst.
Persson har ett förhållande med travtränaren, kusken och montéryttaren Emilia Leo.

## Segrar i större lopp
| År   | Lopp                      | Häst        | Kusk              |
| ---- | ------------------------- | ----------- | ----------------- |
| 2020 | Walter Lundbergs Memorial | Vagabond Bi | Ulf Ohlsson       |
| 2024 | Konung Gustaf V:s Pokal   | Baron Tilly | Carl-Johan Jepson |